# Eleutèries
Les Eleutèries (en grec antic: Ἐλευθερία, llatí: Eleutheria) eren unes festes que se celebraven a Platea en honor de Zeus Eleuteri per commemorar la batalla de Platea, en la qual els grecs es guanyaren la llibertat (Eleutèries significa 'llibertats') derrotant els perses. A més dels actes religiosos de rigor, en aquesta festa es disputaven competicions esportives.
Les Eleutèries foren instituïdes per Aristides d'Atenes per commemorar la victòria dels grecs sobre els perses l'any 479 aC a la batalla de Platea. Tenien una periodicitat de cinc anys, i se celebrava dia 16 del mes de Memacterió. Pel que fa als actes, es feia una representació adaptada de la batalla, amb processons, tocs de trompeta i cerimònies diverses. La processó arribava fins al lloc on eren enterrats els caiguts a la batalla, i allí es feien sacrificis als déus i libacions en honor dels caiguts. A continuació se celebraven uns jocs esportius, que Pausànias encara va veure. Durant la seva celebració la ciutat era considerada sagrada i inviolable. Originalment tenien un caràcter panhel·lènic per commemorar la unitat grega, però aquesta consideració es va esvair amb el pas del temps.
A més de les Eleutèries de Platea, arreu de Grècia se celebraven altres festes amb aquest mateix nom, fossin festivals públics organitzats pel comú de la ciutat o bé festes privades. El motiu comú era celebrar la idea de llibertat; per exemple, unes Eleutèries celebraven la llibertat dels antics esclaus manumesos en l'aniversari de la seva emancipació.